# CODECO
CODECO — Оперативное командование защиты западной цивилизации (порт. Comandos Operacionais de Defesa da Civilização Ocidental) — португальская ультраправая антикоммунистическая организация 1975—1983 годов. Создана в период Жаркого лета. Вела подпольную террористическую борьбу против компартии, левых сил и их иностранных союзников, совершила около сотни взрывов и вооружённых нападений. Была тесно связана с правоконсервативной партией Социально-демократической центр.

## Создание
Апрельская революция 1974 года свергла в Португалии авторитарный режим Нового государства. Уже летом к власти пришло леворадикальное правительство марксиста Вашку Гонсалвиша, поддерживаемое СССР и Португальской коммунистической партией (ПКП). В сентябре было подавлено выступление Молчаливого большинства и ушёл в отставку правый президент Антониу ди Спинола.
11 марта 1975 года была сорвана попытка военного переворота, предпринятая сторонниками Спинолы. Резко усилилось влияние ПКП и её лидера Алвару Куньяла, радикализировался курс правительства Гонсалвиша. Правые силы стали переходить к нелегальным формам сопротивления. Были созданы подпольные организации Армия освобождения Португалии (ЭЛП), Демократическое движение за освобождение Португалии (МДЛП), движение Мария да Фонте. В этом ряду возникла структура, названная Оперативное командование защиты западной цивилизации — Comandos Operacionais de Defesa da Civilização Ocidental, CODECO.

## Кадры и идеология
Большинство основателей CODECO принадлежали к «реторнадуш» — репатриантам из африканских «заморских территорий» после деколонизации. Мануэл да Круш Гашпар служил в спецподразделении коммандос колониальных войск в Мозамбике, затем воевал в Анголе на стороне ФНЛА. Боевиками ФНЛА были также Вашку Монтеш, Жозе Рибейру да Силва, Жозе Эстевиш. Функции организатора взял на себя ультраправый активист Антониу Панашкейра Гагу.
Учреждение CODECO состоялось 31 июля 1975 — в разгар Жаркого лета. Политическим и оперативным руководителем организации стал предприниматель-промышленник Вашку Монтеш. Предполагалось, что во главе CODECO станут генералы из «круга Спинолы» — Антониу Соареш Карнейру и Карлуш Галван ди Мелу. Однако оба военачальника, выражая моральную поддержку, дистанцировались от непосредственного участия в подполье. В то же время были установлены активные контакты и оперативная координация с ЭЛП и МДЛП. Панашкейра Гагу получил поддержку каноника Мелу — лидера антикоммунистических сил Португалии. Для закупки оружия и оснащения были использованы средства, похищенные Рибейру да Силва при налёте на банк в Анголе.
Самая тесная связь существовала у CODECO с легальной правоконсервативной партией Социально-демократической центр (СДЦ). Жозе Эстевиш работал водителем-охранником первого председателя СДЦ Диогу Фрейташа ду Амарала. Другой активист — Луиш Рамалью — называл CODECO «вооружённым крылом СДЦ» (Впоследствии Фрейташ ду Амарал пытался отмежеваться от связи с CODECO — подобно тому, как Франсишку Са Карнейру увольнял начальника своей секьюрити Рамиру Морейру, руководителя террористической сети МДЛП.)
Идеология CODECO основывалась на крайнем антикоммунизме и антимарксизме, лузитанской националистической традиции, радикальном интегрализме. Традиционалистское понимание западной цивилизации, с выраженными элементами средневековой романтики, совпадало с позициями международной ультраправой сети Aginter Press (в этом плане ближайшим аналогом CODECO была ЭЛП).
Эмблемой CODECO являлся крест-потент. Основные тексты печатались готическим шрифтом.

## Террористическая активность
CODECO приписывается совершение около 100 терактов. Обычно это были взрывы, поджоги и обстрелы помещений ПКП, казарм левого крыла ДВС, автомобилей и жилищ коммунистов, мест массовых мероприятий ПКП и левых организаций. Реже совершались открытые нападения на коммунистические собрания.
Некоторые акции CODECO имели особый резонанс. 7 ноября 1975 Панашкейра Гагу и Рибейру да Силва устроили взрыв возле лиссабонской штаб-квартиры Социалистической партии (СП), где проходили дебаты лидера СП Мариу Соареша с генсеком ПКП Алвару Куньялом. Соареш и Куньял были непримиримыми противниками, но много лет спустя Рибейру да Силва пояснил, что не понимал тонкой политической игры Соареша и не видел серьёзных различий между социалистами и коммунистами. Другой пример — налёт 30 января 1976 на собрание левых активистов кашкайшском музыкальном центре Standard Eléctrica.
Особое внимание уделялась атакам на представительства Народной Республики Ангола и Народной Республики Мозамбик. 26 июня 1976 был совершён взрыв у лиссабонского офиса Общества португальско-советской дружбы. Ранее, 21 сентября 1975, взорван автомобиль художника труппы московского цирка, находившейся на гастролях в Лейрии.

Активная поддержка CODECO стала ощущаться повсюду на Севере. Тут и там взрывались бомбы, особенно на объектах, связанных с коммунистами. Наша ненависть к коммунистам усиливалось от сообщений из Анголы и Мозамбика, где Москва насадила диктаторские режимы в тысячу раз хуже прежних. Это естественным образом распространилось на социалистов Мариу Соареша, Алмейда Сантуша, Мелу Антунеша и других виновных в том, что было названо деколонизацией.

Мануэл Висенте да Круш Гашпар

О человеческих жертвах в результате терактов CODECO источники не сообщают. Однако эти акции наносили заметный материальный и политико-символический ущерб.

## После Жаркого лета
В отличие от ЭЛП, МДЛП и «Марии да Фонте», прекративших свою деятельность после победы правых сил в ноябрьском противостоянии 1975, CODECO продолжало подпольную террористическую деятельность ещё несколько лет, но уже в значительно меньших масштабах. Широкий резонанс приобрёл групповой побег 17 июля 1978 из тюрьмы Vale de Judeus в Алкоэнтре, возглавленный Мануэлом Гашпаром
Деятельность CODECO была свёрнута в 1983 году после публикации в прокоммунистической газете O Diário материала о связях CODECO с СДЦ. Это вызвало крупный скандал. Представители CODECO связь подтверждали, представители СДЦ пытались категорически опровергать. Отношения между структурами обострились и дошли до реального разрыва. Впоследствии видные деятели CODECO — Рибейру да Силва, Эстевиш — замечались в криминальной хронике.

## «Дело Камарате»
Бывшие члены CODECO вновь оказались в фокусе общественного внимания с середины 2000-х годов — в контексте расследования авиакатастрофы в Камарате. 4 декабря 1980 года при падении самолёта погибли премьер-министр Португалии Франсишку Са Карнейру и его спутники, в том числе издательница Сну Абекассиш (гражданская супруга Са Карнейру) и один из основателей СДЦ Аделину Амару да Кошта (на тот момент министр обороны Португалии).
В 2006 году Жозе Эстевиш дал показания, в соответствии с которыми катастрофа случилась не вследствие технической аварии (как предполагалось до того), а в результате теракта. По словам Эстевиша, он сам изготовил заложенную в самолёт бомбу. Мотив преступления он излагал путанно: то говорил о попытке «напугать Соареша Карнейру», чтобы ужесточить его позицию (генерал баллотировался тогда в президенты от Демократического альянса), но при этом не совершать убийства; то заявлял, что убийство Са Карнейру и Амару да Кошта планировалось заранее — с намёком на заинтересованность Фрейташа ду Амарала (своего бывшего начальника и работодателя) и причастность Фрэнка Карлуччи (посол США в Португалии в период Жаркого лета, заместитель директора ЦРУ на момент авиакатастрофы).
Следственные органы серьёзно отнеслись к заявлениям Эстевиша. Был допрошен не только он, но и Вашку Монтеш (как лидер CODECO), и Фрейташ ду Амарал. Все, кроме самого Эстевиша, отрицают его версию, особенно Фрейташ ду Амарал. В любом случае остаётся совершенно неясен мотив — гибель Са Карнейру и Амару да Кошта нанесла сильнейший удар по правым силам Португалии.
При этом следует учитывать, что Жозе Эстевиш известен эксцентричностью, агрессивностью и сложностями психического состояния, что подтверждается при регулярных задержаниях полицией.